# Nina Klinkel
Nina Klinkel (* 10. September 1983 in Mainz) ist eine deutsche Politikerin (SPD). Sie ist Mitglied des Landtags Rheinland-Pfalz.

## Biografie
Nina Klinkel wuchs im Landkreis Mainz-Bingen auf. Sie besuchte das Gutenberg-Gymnasium in Mainz. Im Jahr 2005 wurde sie Mitglied der SPD. Bis zum Jahr 2012 absolvierte sie ein Studium der Geschichte und Politikwissenschaften mit Magisterabschluss an der Johannes Gutenberg-Universität Mainz. Ihre Magisterarbeit befasste sich mit dem Thema der NS-„Euthanasie“ in Rheinhessen und wurde als Buch veröffentlicht. Nach ihrem Abschluss war sie externe Mitarbeiterin am Institut für Geschichte, Theorie und Ethik der Medizin an der Universität Mainz und begann an ihrer Dissertation zu arbeiten. Im Anschluss war sie von 2013 bis zu ihrer Wahl in den Landtag Stipendiatin der Friedrich-Ebert-Stiftung.
Seit 2010 ist Klinkel Mitglied des Unterbezirksvorstandes der SPD Mainz-Bingen. Im Jahr 2021 wurde sie Vorsitzende des SPD-Verbands in der Verbandsgemeinde Nieder-Olm. In den Jahren 2014 bis 2016 war sie Mitglied des Verbandsgemeinderats Rhein-Selz, von 2009 bis 2015 war sie Mitglied des Mommenheimer Gemeinderates (Fraktionsvorsitzende). In Mommenheim kandidierte sie bei den Kommunalwahlen 2014 für die SPD als Ortsbürgermeisterin.
Nina Klinkel ist seit dem Jahr 2014 ebenfalls Mitglied in Ausschüssen des Kreistags Mainz-Bingen und war von 2016 bis 2017 Mitglied des Vorstands der SPD Heidesheim. Auf dem Landesparteitag der SPD Rheinland-Pfalz am 24. November 2018 wurde sie in den Landesvorstand ihrer Partei gewählt. Sie lebt mittlerweile in Nieder-Olm und wurde nach den Kommunalwahlen 2019 Vorsitzende der dortigen SPD-Stadtratsfraktion. Nach den Kommunalwahlen 2024 wurde sie ehrenamtliche Beigeordnete der Verbandsgemeinde Nieder-Olm.
Bei der Landtagswahl in Rheinland-Pfalz 2016 wurde sie über die Landesliste gewählt. Sie unterlag mit 0,2 Prozentpunkten nur knapp Dorothea Schäfer von der CDU, die mit 36,2 Prozent das Direktmandat für den Wahlkreis Ingelheim am Rhein holte. Seit dem 18. Mai 2016 ist Nina Klinkel im Landtag von Rheinland-Pfalz unter anderem im Ausschuss für Landwirtschaft und Weinbau (ordentliches Mitglied), im Petitionsausschuss (ordentliches Mitglied), im Rechtsausschuss (Ordentliches Mitglied), im Ausschuss für Europafragen und eine Welt (Stellvertretendes Mitglied) sowie in der Strafvollzugskommission (Stellv. Mitglied) tätig. Darüber hinaus ist die Historikerin in ihrer Fraktion Sprecherin für Gedenkkultur. Im Januar 2017 wurde Klinkel von ihrer Fraktion als SPD-Obfrau der Enquete-Kommission Wirtschafts- und Standortfaktor Tourismus in Rheinland-Pfalz benannt. Diese arbeitete von September 2017 bis Oktober 2020.
Im August 2020 wurde sie von der SPD für die Landtagswahl im März 2021 erneut als Kandidatin im Wahlkreis Ingelheim am Rhein nominiert. Bei dieser Wahl gewann sie das Direktmandat gegen Thomas Barth (CDU), der 2017 für Dorothea Schäfer in den Landtag nachgerückt war.
Am 24. Januar 2024 wurde Nina Klinkel zur stellvertretenden Vorsitzenden der SPD-Landtagsfraktion gewählt, sie tritt die Nachfolge von Kathrin Anklam-Trapp an, die zuvor zur Vizepräsidentin des Landtags gewählt worden war.